# ماريوس كونستنت
ماريوس كونستنت (بالفرنسية: Marius Constant)‏ هو ملحن فرنسي وروماني، ولد في 7 فبراير 1925 في بوخارست في رومانيا، وتوفي في 15 مايو 2004 في باريس في فرنسا.

## وصلات خارجية
- ماريوس كونستنت على موقع IMDb (الإنجليزية)
- ماريوس كونستنت على موقع ميوزك برينز (الإنجليزية)
- ماريوس كونستنت على موقع أول موفي (الإنجليزية)
- ماريوس كونستنت على موقع قاعدة بيانات برودواي على الإنترنت (الإنجليزية)
- ماريوس كونستنت على موقع قاعدة بيانات الأفلام السويدية (السويدية)
- ماريوس كونستنت على موقع ديسكوغز (الإنجليزية)
- ماريوس كونستنت على موقع قاعدة بيانات الفيلم (الإنجليزية)
- ماريوس كونستنت على موقع كينوبويسك (الروسية)